# Sferisterio
El sferisterio (palabra italiana; en plural sferisteri) es la pista de juego para las modalidades pallone col bracciale y pallapugno del juego de pelota italiano, el pallone.

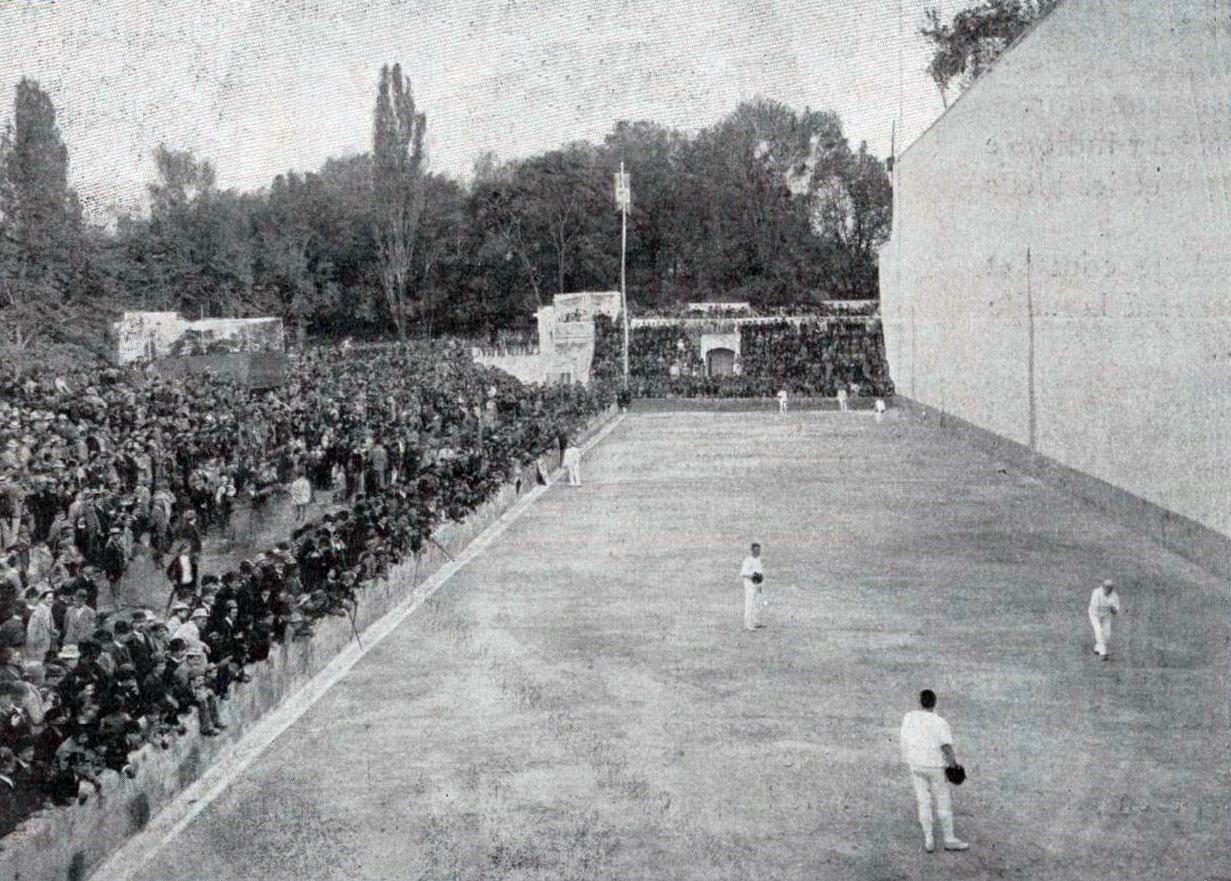
Sferisterio delle Cascine, en Florencia, final del siglo XIX

## Pista de juego
Un sferisterio es un terreno plano y rectangular que en uno de los lados largos tiene un muro de apoyo con una red. Las medidas cambian según la modalidad que se  juego:
- Pallone col bracciale: 16 m de ancho por 86 m de largo.
- Pallapugno: 18 m de ancho por 90 m de largo.

## Historia
El origen de la palabra es el griego σφαιριστήριον (sphairistérion), un anexo de los gimnasios griegos donde se practicaba un juego de pelota, el Follis. Se supone que de los griegos pasó a los romanos, y estos esparcieron los juegos de pelota en todo Europa y dieron lugar a los deportes que cuentan las rayas (las largas valencianas, el ballepelote belga, las chazas castellanas y sudamericanas, el juego de pelota a mano frisó, el laxoa vasco y el pallone italiano).
En el siglo XIX, con la popularidad del pallone col bracciale, se construyen sferisteri con aforo para miles de espectadores, como el Sferisterio delle Cascine en Florencia y el de Macerata.
En el siglo XX los de más renombre son para el pallone elastico, como el Sferisterio Edmondo de Amicis de Turín, el primero con iluminación artificial.